# Hanane Aït El Haj
Hanane Aït El Haj (en arabe : حنان أيت الحاج), née le 2 novembre 1994 à Agadir (Maroc), est une footballeuse internationale marocaine évoluant au poste d'arrière droit au club espagnol de Valencia CF.

## Carrière en club
La carrière footballistique de Hanane Aït El Haj débute en 2010 dans sa ville natale au sein du club Raja Agadir avec qui elle évolue deux ans avant d'aller chez le voisin du Najah de Souss. En 2014 elle rejoint le Club municipal de Laâyoune avec lequel elle remporte le championnat national et atteint la finale de la Coupe du Trône deux années consécutives. Puis elle s'engage à l'AS FAR lors de la saison 2016-2017.

### Première à l'étranger avec Zaragoza CFF
En août 2020, elle quitte le Maroc pour s'exporter en Espagne et signer à Zaragoza CFF qui évolue en 2e division. Aït El Haj qui ne reste qu'une saison, dispute durant cet exercice 2020-2021, 12 matchs pour autant de titularisations.
Après cette courte expérience à l'étranger, elle retourne dans son pays natal et regagne l'AS FAR.

### Retour à l'AS FAR (2021-)
Lors de son retour au club de l'AS FAR, Hanane participe au tour préliminaire de la première édition de la Ligue des champions féminine de la CAF. Le club marocain parvient alors à se qualifier pour la phase finale qui se tient en Égypte en novembre 2021. Aït El Haj participe à tous les matchs jusqu'à la demi-finale contre les Ghanéennes de Sekondi Hasaacas où elle sort sur blessure à la 20e minute. L'AS FAR s'incline 2-1 et termine à la troisième place en s'imposant lors de la petite finale sur les Malabo Kings (3-1).
Le 13 novembre 2022, l'AS FAR remporte la compétition pour la première fois de son histoire aux dépens du tenant du titre Mamelodi Sundowns après s'être imposée 4 buts à 0.
Bien que dans le groupe et remplaçante lors de la finale, Hanane Aït El Haj de retour d'une blessure ne dispute aucun match lors de cette édition.
Troisième de la Ligue des champions 2023 en Côte d'Ivoire, elle remporte avec son équipe le championnat national de la saison 2023-2024. Grâce à ses performances, et notamment ses onze buts marqués durant cet exercice, elle est élue, par l'UMFP, meilleure joueuse du championnat marocain, devant les autres nommées Meryem Hajri et Zineb Erroudany.

### Découverte de l'élite espagnole avec Valence (depuis 2024)
Après une saison avec l'AS FAR avec lequel elle réalise le doublé coupe / championnat, Hanane Aït El Haj quitte le Maroc pour l'Espagne en signant à Valence. C'est la deuxième fois qu'elle choisit l'Espagne comme destination après la saison 2020-2021 du côté de Saragosse, en deuxième division. 
Aït El Haj dispute son premier match sous ses nouvelles couleurs le 15 septembre 2024 en entrant en fin de partie face à Eibar sur le terrain de ce dernier, dans le cadre de la deuxième journée de la Liga. Elle effectue donc sa première apparition dans l'élite du football féminin espagnol.
Le 29 septembre 2024 elle entre en jeu contre le FC Séville et délivre sa première passe décisive en Liga sur le seul but marqué de son équipe marqué par Browne Phoenetia (défaite, 3-1). La journée suivante, elle effectue sa première titularisation en Liga, face au Real Madrid contre qui Valence s'incline par la plus petite des marges (1-0). Mais Hanane ne termine pas la rencontre et doit céder sa place à dix minutes de la fin de la rencontre.

## Carrière internationale
Hanane Aït El Haj est régulièrement appelée en équipe nationale marocaine depuis 2014.
Avec la sélection des moins de 20 ans, elle dispute les qualifications à la Coupe du Monde 2014,. Cependant, les Marocaines se font éliminées au premier tour par les Tunisiennes après deux défaites (4-0 à l'aller puis 4-1 au retour).

### Équipe du Maroc
Elle participe aux campagnes de qualifications à la CAN 2018 et aux éliminatoires des Jeux Olympiques 2020. Mais le Maroc ne parvient pas à se qualifier  phases finales respectives.

#### Tournoi COTIF de l'Alcudia 2017
En août 2017, Hanane Aït El Haj est sélectionnée par Karim Bencherifa pour disputer le tournoi COTIF à L'Alcúdia (Espagne). Durant ce tournoi qui a lieu du 4 au 11 août, le Maroc affronte des clubs espagnols et français. Les Lionnes de l'Atlas s'inclinent face à Levante (2-1), s'imposent contre Albi (5-1), perdent contre Atlético de Madrid (1-0) et Valence FC (1-0). Hanane participe à l'ensemble des matchs en tant que titulaire.

#### Tournoi COTIF de l'Alcudia 2018
Après l'édition de 2017, le Maroc est de nouveau invité à disputer le tournoi COTIF qui se déroule du 1er au 8 août 2018. Durant cette édition, les Marocaines s'inclinent une seule fois, contre Madrid CFF (1-0), et remportent une seule rencontre, face à l'Inde (5-1). Les deux autres matchs, face à Levante et Albacete se terminent sur un match nul (2-2, les deux). Hormis le match contre l'Inde, Aït El Haj est titularisée lors des trois matchs restants.

#### Avec Kelly Lindsey et Lamia Boumehdi
Le 8 janvier 2020, la sélection recevait le Ghana pour un match amical au Complexe Mohammed VI. Alors que les deux équipes étaient à égalité, deux partout, Hanane Aït El Haj inscrit le but de la victoire à la 85e minute,.
En février 2020, l'équipe nationale s'envole pour la Tunisie pour disputer le Tournoi de l'UNAF qui voit le Maroc remporter la coupe. Hanane prend part à ce tournoi.
Elle est convoquée fin novembre 2020 par Lamia Boumehdi pour un stage au Ghana dans la ville d'Accra afin d'affronter l'équipe nationale du Ghana en amical à deux reprises. Hanane participe aux deux rencontres perdues par le Maroc (3-1 puis 2-0),.

#### Coupe d'Afrique des nations 2022: Parcours inédit
Sous la houlette de Reynald Pedros, Aït El Haj participe à tous les stages préparatoires à la CAN 2022.
Elle est retenue dans la liste des 26 joueuses sélectionnées pour la phase finale qui se tient au Maroc du 2 au 23 juillet 2022.
Finaliste malheureuse face à l'Afrique du Sud, Hanane est titularisée à tous les matchs de cette édition.

#### Coupe du monde 2023: Exploit du Maroc
Hanane Aït El Haj retrouve la sélection en février 2023 dans le cadre d'un stage en Turquie durant lequel le Maroc affronte la Slovaquie et la Bosnie. Elle participe au match face aux Bosniennes le 23 février 2023 en tant que titulaire.
Elle est sélectionnée en avril 2023 pour prendre part à deux matchs amicaux internationaux contre la Tchéquie et la Roumanie respectivement le 6 avril 2023 à Prague et le 11 avril 2023 à Bucarest. Elle entre en jeu contre les Tchèques et débute en tant que titulaire contre les Roumaines.
Hanane Aït El Haj fait partie des 28 joueuses présélectionnées par Reynald Pedros pour disputer la Coupe du monde 2023 en Australie et Nouvelle-Zélande. Après le stage effectué en Autriche, Aït El Haj est sélectionnée dans la liste finale des 23 joueuses retenues pour défendre les couleurs marocaines au Mondial.
Le Maroc fait ainsi son entrée en lice à la Coupe du monde 2023 en affrontant l'Allemagne à Melbourne lors de la première journée le 24 juillet 2023 dans un match qui se termine sur une large victoire des Allemandes (6-0). Aït El Haj dispute alors son premier match de Coupe du monde à l'âge de 28 ans 8 mois et 22 jours. Alignée titulaire lors de cette rencontre, elle inscrit un but contre son camp. Mais elle est impliquée avec une passe décisive la journée suivante contre la Corée du Sud sur le but marqué par Ibtissam Jraidi qui offre la première victoire du Maroc dans l'histoire de la compétition. Puis lors de la dernière journée, les Lionnes de l'Atlas rééditent avec une autre victoire contre la Colombie (1-0). Dans le même temps la Corée du sud réussit à tenir en échec l'Allemagne (1-1). Résultats qui permettent au Maroc de décrocher une qualification historique pour les huitièmes de finale. Après cet exploit, les protégées de Reynald Pedros se frottent aux Françaises. Largement dominatrice, la France s'impose sur le score de 4-0 et l'aventure du Maroc au Mondial prend fin. Hanane Aït El Haj joue l'intégralité de toutes les rencontres disputées par le Maroc durant le tournoi.

#### Jeux olympiques 2024: Le Maroc échoue au dernier tour des qualifications
Dans le cadre des préparations aux qualifications des Jeux olympiques 2024, le Maroc reçoit la Zambie les 22 et 26 septembre 2023 pour une double confrontation amicale. Les Marocaines s'inclinent lors des deux rencontres. La première à Casablanca sur le score 2-0 et la deuxième à Rabat sur un lourd score de 6 à 2. Hanane Aït El Haj dispute les deux matchs dans leur intégralité en défense centrale.
Elle reçoit une convocation de la part de Jorge Vilda, fraîchement nommé à la tête de l'équipe nationale, pour disputer une double confrontation face à la Namibie les 26 et 31 octobre 2023 dans le cadre du deuxième tour des qualifications des Jeux olympiques 2024. La Namibie étant dans l'incapacité de recevoir, les deux matchs se jouent au Maroc. Les Marocaines s'imposent lors des deux manches. La première à Marrakech le 26 octobre 2023 sur le score de 2-0, et la deuxième à Rabat avec le même score. Hanane Aït El Haj dispute les deux rencontres dans leur intégralité,.
Après avoir éliminé la Tunisie (6-2 au score cumulé), les Marocaines sont donc opposées aux Zambiennes lors du 4e et dernier tour des qualifications. Si elle est parvenue à s'imposer en Zambie lors du match aller le 5 avril 2024 sur le score de 2 buts à 1, la sélection marocaine ne parvient pas à se qualifier pour la phase finale des Jeux à la suite de sa défaite 2 à 0 au match retour à Rabat le 9 avril 2024 après prolongations. Hanane Aït El Haj dispute les deux matchs en tant que titulaire et porte le brassard de capitaine lors du match retour en l'absence de Ghizlane Chebbak suspendue pour cumul de carton jaune.

#### Coupe d'Afrique 2024: Nouvel échec en finale
Hanane Aït El Haj est sélectionnée par Jorge Vilda pour une double confrontation amicale face à la RD Congo les 30 mai et 3 juin à 2024 Berkane. Le Maroc remporte les deux rencontres. La première sur le score de 2 buts à 1 et la deuxième, 3 buts à 2. Aït El Haj dispute l'intégralité des deux matchs.
Elle est convoquée pour disputer deux matchs amicaux contre la Tanzanie et le Sénégal respectivement les 25 et 29 octobre 2024 au Stade Père-Jégo. Les Marocaines remportent les deux rencontres avec un score de 4-1 face aux Tanzaniennes et une large victoire face aux Sénégalaises, 7-0. Hanane Aït El Haj dispute les deux rencontres entièrement et délivre une passe décisive à Ibtissam Jraidi face à la Tanzanie,. Le mois qui suit, elle est convoquée pour disputer deux matchs amicaux contre le Botswana et le Mali respectivement les 28 novembre et 3 décembre 2024. Le Maroc remporte les deux rencontres, 3-1 face au Botswanaises et 1-0 face aux Maliennes. Hanane Aït El Haj dispute l'intégralité des deux matchs.
Toujours dans le cadre des préparations à la CAN, elle est convoquée par Jorge Vilda pour disputer deux matchs amicaux internationaux, face au Ghana et Haïti respectivement les 21 et 25 février 2025. Les Marocaines s'imposent face aux Ghanéennes (1-0) et font match nul contre les Haïtiennes (1-1). Si elle débute titulaire face au Ghana, elle entre en jeu face à Haïti après la mi-temps à la place de Zineb Redouani
,.
Aït El Haj est convoquée pour le stage suivant afin de disputer deux matchs amicaux contre la Tunisie et le Cameroun les 4 et 8 avril 2025 au Stade Père-Jégo. Les Marocaines s'imposent face aux Tunisiennes avec un score de 3 buts à 1. Cependant, elles s'inclinent face aux Camerounaises (0-1). Entrée en cours de jeu face à la Tunisie, Hanane Aït El Haj est titularisée contre le Cameroun,.
Le 24 juin 2025, la FRMF annonce la liste finale pour la CAN 2024. Hanane Aït El Haj fait partie des joueuses retenues par Jorge Vilda. Le Maroc qui atteint la finale pour la deuxième fois consécutive, ne parvient pas à remporter le titre. Durant cette édition, les Marocaines terminent première de leur groupe après un nul face aux Zambiennes (2-2), une victoire face aux Congolaises (4-2) et un succès face aux Sénégalaises (1-0). En quart de finale, le Maroc élimine le Mali (3-1) puis s'impose en demi-finale aux tirs au but face Ghana (4-2, 1-1 après prolongations). Les joueuses de Jorge Vilda s'inclinent en finale face au Nigeria (3-2) après avoir mené au score (2-0) jusqu'à l'heure de jeu. Hanane Aït El Haj prend part à l'ensemble des rencontres du tournoi en tant que titulaire et convertit un pénalty lors de la séance des tirs au but face au Ghana.

## Statistiques

### En club
| Saison                | Club                  | Championnat           | Championnat | Championnat | Championnat | Coupe(s) nationale(s) | Coupe(s) nationale(s) | Coupe(s) nationale(s) | Total | Total | Total |
| Saison                | Club                  | Division              | M.          | B.          | P.d.        | M.                    | B.                    | P.d.                  | M.    | B.    | P.d.  |
| 2024-2025             | Valence CF            | Liga                  | 19          | 0           | 1           | 0                     | 0                     | 0                     | 19    | 0     | 1     |
| Total sur la carrière | Total sur la carrière | Total sur la carrière | 19          | 0           | 1           | 0                     | 0                     | 0                     | 19    | 0     | 1     |

## Palmarès
Hanane Aït El Haj remporte la plupart de ses titres avec le club de l'AS FAR. 

### En club
Club municipal de Laâyoune (1)
- Championnat du Maroc (1):
  - Championne : 2015
- Coupe du Trône:
  - Finaliste : 2015 et 2016

 AS FAR (15)
- Championnat du Maroc (7):
  - Championne : 2017, 2018, 2019, 2021, 2022, 2023, 2024
- Coupe du Trône (8):
  - Vainqueur : 2016, 2017, 2018, 2019, 2020, 2021, 2022, 2023
- Ligue des champions de la CAF (1):
  -  Vainqueur : 2022
  -  Troisième : 2021, 2023

### En sélection
Équipe du Maroc
- Coupe d'Afrique des nations
  -  Finaliste : 2022 et 2024

- Tournoi UNAF:
  -  Vainqueur : 2020

- Coupe Aisha Buhari:
  - 2e place en 2021

- Tournoi international de Malte:
  - Vainqueur en 2022

### Distinctions individuelles
- Meilleure joueuse du championnat marocain : 2023-24[5]